# Lò Văn Phương
Lò Văn Phương (sinh ngày 24 tháng 7 năm 1967) là người Thái, chính trị gia nước Cộng hòa xã hội chủ nghĩa Việt Nam. Ông hiện là Ủy viên Ban Thường vụ Tỉnh ủy Điện Biên, Bí thư Đảng đoàn, Chủ tịch Hội đồng nhân dân tỉnh Điện Biên. Ông nguyên là Phó Chủ tịch thường trực Hội đồng nhân dân tỉnh Điện Biên; Chủ nhiệm Ủy ban Kiểm tra Tỉnh ủy Điện Biên; Bí thư Huyện ủy, Chủ tịch Hội đồng nhân dân huyện Điện Biên, tỉnh Điện Biên.
Lò Văn Phương là Đảng viên Đảng Cộng sản Việt Nam, học vị Cử nhân Ngân hàng, Cao cấp lý luận chính trị. Ông là chính trị gia người dân tộc thiểu số vùng cao Tây Bắc Bộ với sự nghiệp ở Điện Biên.

## Xuất thân và giáo dục
Lò Văn Phương sinh ngày 24 tháng 7 năm 1967 tại xã Sam Mứn, huyện Điện Biên, tỉnh Lai Châu, trong một gia đình dân tộc Thái. Ông lớn lên và tốt nghiệp 12/12 ở tỉnh Điện Biên, tới Hà Nội năm 1985, theo học ngành kinh tế tại Trường Đại học Kinh tế Quốc dân, tốt nghiệp Cử nhân chuyên ngành Ngân hàng năm 1989. Ông được kết nạp Đảng Cộng sản Việt Nam vào ngày 19 tháng 3 năm 1994, trở thành đảng viên chính thức vào ngày 19 tháng 3 năm 1995. Trong quá trình hoạt động Đảng và Nhà nước, ông theo học các khóa tại Học viện Chính trị Quốc gia Hồ Chí Minh, nhận bằng Cao cấp lý luận chính trị. Nay, ông cư trú tại số 55, tổ dân phố 14, phường Mường Thanh, thành phố Điện Biên Phủ, tỉnh Điện Biên.

## Sự nghiệp

### Các giai đoạn
Năm 1990, sau khi tốt nghiệp đại học, Lò Văn Phương trở về Tây Bắc Bộ, bắt đầu sự nghiệp của mình tại Cục thuế tỉnh Lai Châu, là Kiểm thu viên thuế tại Phòng Thuế quốc doanh của cục. Tháng 8 năm 1994, ông là Phó Trưởng phòng Thuế quốc doanh và giữ chức vụ này trong tám năm. Tháng 9 năm 2002, ông được điều chuyển sang Ủy ban nhân dân tỉnh Lai Châu, là Chuyên viên Văn phòng Hội đồng nhân dân và Ủy ban nhân dân tỉnh Lai Châu. Ngày 26 tháng 11 năm 2003, Quốc hội ra nghị quyết chia tỉnh Lai Châu thành hai tỉnh Lai Châu và Điện Biên, ông được chuyển sang vị trí Chuyên viên Văn phòng Hội đồng nhân dân và Ủy ban nhân dân tỉnh Điện Biên. Tháng 8 năm 2004, ông nhậm chức Phó Chánh Văn phòng Ủy ban nhân dân tỉnh Điện Biên.
Tháng 7 năm 2005, Lò Văn Phương được điều vệ huyện Điện Biên, là Chuyên viên Văn phòng Ủy ban nhân dân huyện Điện Biên, được bầu vào Ban Thường vụ Huyện ủy Điện Biên, được bổ nhiệm làm Phó Chủ tịch Ủy ban nhân dân huyện từ tháng 9 cùng năm. Tháng 3 năm 2009, ông được bầu làm Phó Bí thư Huyện ủy, Chủ tịch Ủy ban nhân dân huyện Điện Biên. Tháng 8 năm 2013, ông được bầu vào Ban Chấp hành Đảng bộ tỉnh Điện Biên, và là Bí thư Huyện ủy kiêm Chủ tịch Hội đồng nhân dân huyện Điện Biên. Ông cũng là Đại biểu Hội đồng nhân dân tỉnh Điện Biên từ 2016.

### Điện Biên
Tháng 10 năm 2015, tại Đại hội Đảng bộ tỉnh Điện Biên lần thứ 13, Lò Văn Phương tái đắc cử Tỉnh ủy viên, được bầu vào Ban Thường vụ Tỉnh ủy, tiếp tục lãnh đạo huyện Điện Biên. Tháng 1 năm 2018, ông được điều về Tỉnh ủy Điện Biên, được bầu làm Chủ nhiệm Ủy ban Kiểm tra Tỉnh ủy. Tháng 10 năm 2020, tại Đại hội Đảng bộ tỉnh Điện Biên lần thứ 14, ông tái đắc cử Thường vụ Tỉnh ủy, được giới thiệu và được bầu làm Phó Chủ tịch thường trực Hội đồng nhân dân tỉnh Điện Biên. Tháng 4 năm 2021, ông ứng cử và trúng cử Đại biểu Hội đồng nhân dân tỉnh, và được bầu làm Chủ tịch Hội đồng nhân dân tỉnh Điện Biên với tỷ lệ 52/52 (100%) vào ngày 29 tháng 6 tại kỳ họp thứ nhất của khóa XV, nhiệm kỳ 2021 – 2026.